# Chinx
Lionel Pickens, Jr. (* 4. Dezember 1983 in New York; † 17. Mai 2015 ebenda), besser bekannt unter seinem Künstlernamen Chinx (früher Chinx Drugz), war ein US-amerikanischer Rapper.

## Leben
Pickens wurde im Stadtteil Far Rockaway geboren. Er begann im Alter von 15 Jahren zu rappen und gab sich den Künstlernamen Chinx Drugz. Später war er Mitglied der Rockaway Riot Squad und wurde 2009 von seinem Freund French Montana bei seinem Label Cocaine Coke Boy City Records unter Vertrag genommen. 
Am 17. Mai 2015 wurde er im Alter von 31 Jahren im New Yorker Stadtteil Queens in seinem Fahrzeug an einer Ampel erschossen. Nach über zwei Jahren konnten zwei Verdächtige gefasst werden.
Sein posthum veröffentlichtes Debütalbum erreichte im September Platz 2 der R&B-Charts und Platz 21 der offiziellen Albumcharts in den USA.

## Diskografie
Alben
- 2015: Welcome to JFK

Mixtapes
- 2013: "NWC (featuring. French Montana)"7

Sonstige Tonträger
- 2009: Cocaine Riot
- 2009: Tha Riot Squad - Reservoir Dogs - Riot Regime Vol. 2
- 2011: Cocaine Riot 2
- 2013: Cocaine Riot 3
- 2014: Cocaine Riot 4
- 2014: I'll take it from here EP
- 2015: CR5

Lieder
- 2011: Good Morning
- 2013: Wild Ones
- 2013: Right There (feat. Juicy J & French Montana)
- 2013: Early in the Game (feat. Chevy Woods)
- 2014: No Giving Up (feat. French Montana)
- 2014: Do What I Want (feat. Zack)
- 2015: Numbers (feat. MeetSims)
- 2015: Dope House (feat. French Montana & Jadakiss)
- 2015: Winner (feat. Migos)
- 2015: Hey Fool (feat. Nipsey Hussle & Zack)
- 2015: N!ggas on the Other Side (feat. Ty Dolla Sign)